# إكس بوكس نيتورك
إكس بوكس نيتورك (بالإنجليزية: Xbox network)‏ كانت تُعرف سابقًا باسم إكس بوكس لايف (Xbox Live ) وهي خدمة أنشأتها وتديرها شركة مايكروسوفت، مخصصة للعب الجماعي على أجهزة Xbox عبر الإنترنت وتشغيل الوسائط الرقمية. بدأت الخدمة على جهاز Xbox الأصلي في عام 2002، وأُطلقت نسختها الجديدة على جهاز Xbox 360 في عام 2005.
في عام 2007، توسعت الخدمة لتصل إلى نظام تشغيل ويندوز. كما توسعت مجددًا في عام 2013 مع إصدار جهاز Xbox One. وفي 1 يونيو 2017، أطلقت مايكروسوفت خدمة Xbox Game Pass التي توفر عددًا كبيرًا من الألعاب مجانًا مقابل اشتراك شهري، مما أثر بشكل كبير في عالم الألعاب
أعلنت شركة مايكروسوفت الشرق الأوسط عن إطلاق خدمة Xbox Live رسميًا في الإمارات العربية المتحدة والسعودية ابتداءً من 23 أكتوبر 2012.
كما توفرت الخدمة بشكل محدود جدًا في دول أخرى مثل مصر، الجزائر، المغرب، تونس، الكويت، قطر، البحرين، وسلطنة عمان. ومع ذلك، اقتصرت الخدمة في هذه الدول على اشتراك PC Game Pass الخاص بالكمبيوتر، ولم يتوفر جهاز Xbox بشكل رسمي في الأسواق المحلية لهذه الدول. بالإضافة إلى ذلك، لا يوجد متجر رقمي خاص بـ Xbox في هذه الدول، و بحلول يناير 2023، وصل عدد أعضاء الخدمة إلى 120 مليون مستخدم حول العالم.

## توفر الخدمة
تتوفر الخدمة في قرابة 42 دولة حول العالم، لكن المستخدمين من الدول الأخرى يمكنهم الوصول للخدمة من خلال تغيير العنوان إلى إحدى هذه الدول، ولكن صلاحيتهم ستكون محدودة:
| - الأرجنتين - أستراليا - ألمانيا - أيرلندا - إسبانيا - إسرائيل - الإمارات العربية المتحدة - إيطاليا - البرازيل - البرتغال - بلجيكا - بولندا - تايوان - تركيا | - التشيك - تشيلي - جنوب أفريقيا - الدنمارك - روسيا - السعودية - سلوفاكيا - سنغافورة - السويد - سويسرا - فرنسا - فنلندا - كندا | - كوريا الجنوبية - كولمبيا - المجر - المكسيك - المملكة المتحدة - النرويج - النمسا - نيوزيلندا - الهند - هولندا - هونغ كونغ - الولايات المتحدة - اليابان - اليونان |

ملاحظة: منذ 4 مارس 2022 علقت شركة مايكروسوفت مبيعاتها في روسيا بسب الحرب الروسية الأوكرانية

## تاريخ الخدمة

### اكس بوكس لايف على الاكس بوكس الاصلي (2002-2010)

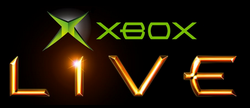
شعار اكس بوكس لايف على جهاز الاكس بوكس الاصلي

عندما كانت شركة مايكروسوفت تطوّر جهاز Xbox الأصلي، كان اللعب الجماعي أحد أهم الأمور التي أرادت مايكروسوفت إضافتها. ولقد كان Xbox الأصلي يحتوي على منفذ إيثرنت (Ethernet) لضمان سرعة إنترنت عالية، لكنه لم يتوفر على مودم أو أي دعم لاتصال الطلب الهاتفي (Dial-up)، مما أثار انتقادات لأن الإيثرنت في ذلك الوقت لم يكن منتشرًا بشكل واسع.
مع ذلك، عند إصدار Xbox الأصلي في 15 نوفمبر 2001، لم يكن اللعب الجماعي متوفرًا. وفي معرض E3 لعام 2002، تم الكشف عن الخدمة بشكل كامل وأُعلن عن اسمها "Xbox Live". كذلك، لم تكن الخدمة مجانية، حيث كان عليك الاشتراك شهريًا في خدمة Live Gold، مقارنة بمنافسها PlayStation 2 الذي كان يوفر اللعب الجماعي بشكل مجاني.
تُعد لعبة Unreal Championship من أوائل الألعاب التي دعمت اللعب الجماعي على Xbox. وأعلنت مايكروسوفت أن 50 لعبة ستدعم Xbox Live بحلول نهاية عام 2003. قدمت خدمة Xbox Live ميزات مبتكرة في ذلك الوقت، مثل حساب إلكتروني، واسم مستخدم خاص للاعب، وقائمة أصدقاء، ودردشة صوتية باستخدام سماعة رأس.
في يوليو 2004، وصل عدد مستخدمي Xbox Live إلى مليون مستخدم نشط عبر الإنترنت، وبحلول يوليو 2005، تضاعف العدد ليصل إلى مليوني مستخدم.

تم إيقاف خدمة Xbox Live على جهاز Xbox الأصلي اعتبارًا من 15 أبريل 2010.

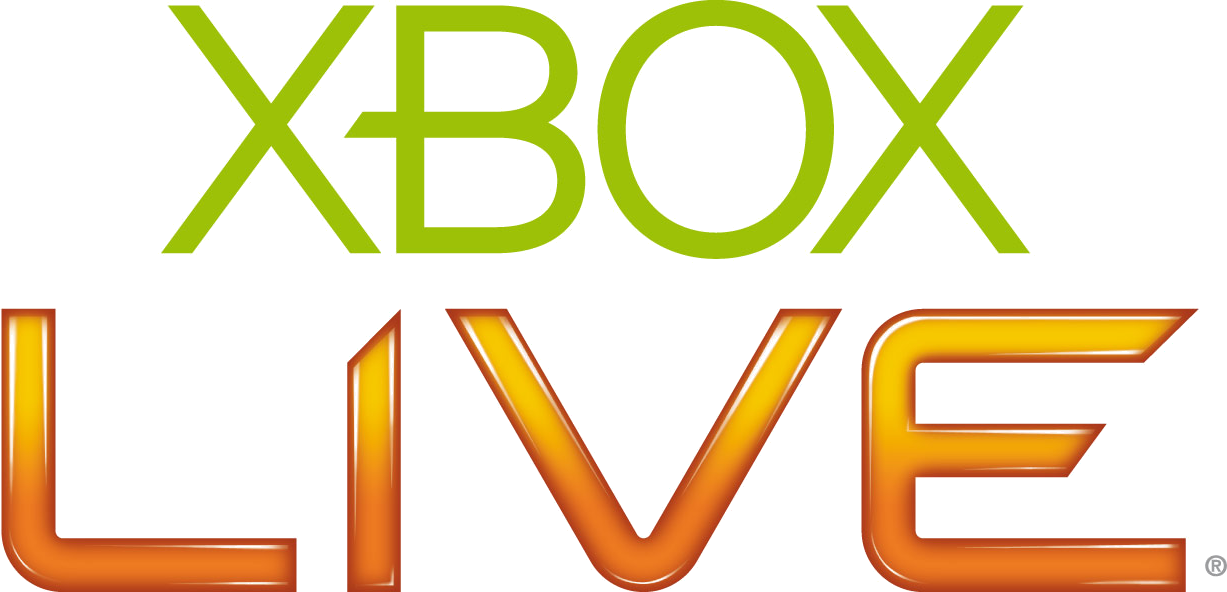
شعار اكس بوكس لايف من عام 2005 حتى عام 2013

### اكس بوكس لايف على جهاز اكس بوكس 360   ( 2005-2013)

فيس بوك في إكس بوكس 360 (الآن ملغى).

عند إصدار جهاز Xbox 360 عام 2005، توفرت فيه خدمة Xbox Live، لكنها كانت تتطلب اشتراكًا شهريًا في خدمة Live Gold، وهو ما اعتُبر عيبًا لأن منافسه PlayStation 3 كان يوفر اللعب الجماعي بشكل مجاني. على العموم، دعمت الخدمة جميع ميزات Xbox الأصلي مع تحسينها وإضافة ميزات جديدة، من أهمها إضافة متجر رقمي خاص بـ Xbox 360 يُعرف باسم Xbox Live Marketplace.
كان يمكن للمستخدم من خلال المتجر شراء الألعاب والأفلام، وتحميل النسخ التجريبية من الألعاب، بالإضافة إلى ألعاب من مطورين مستقلين (المعروفة الآن بألعاب الإندي). كما وفر المتجر إمكانية شراء خلفيات لواجهة Xbox 360 (المعروفة باسم "Dashboard")، إلى جانب التطبيقات الشهيرة مثل YouTube وFacebook وTwitter وغيرها.
تم كذلك تقديم نظام النقاط Gamerscore (المعروف اختصارًا بـ G)، الذي يمنح اللاعبين نقاطًا كمكافأة على إنجازهم أمورًا داخل الألعاب. أول لاعب وصل إلى مليون نقطة كان Stallion83.
في 10 يونيو 2011، أعلنت مايكروسوفت أن خدمة Xbox Live ستصبح متوفرة بالكامل ضمن نظام التشغيل Windows 8، مما عزز تكامل الألعاب والخدمات بين Xbox وWindows.
وفي فبراير 2013، أعلن يوسف مهدي، نائب الرئيس التنفيذي لقسم الترفيه التفاعلي في مايكروسوفت، خلال مؤتمر Dive into Media في جنوب كاليفورنيا، أن عدد أعضاء Xbox Live قد وصل إلى 46 مليون مستخدم، بزيادة قدرها 15% مقارنة بالعام السابق..

شعار اكس بوكس لايف من سنة 2013 حتى سنة 2021

### اكس بوكس لايف على جهاز اكس بوكس وان (2013-2020)
استمر تطور ونمو خدمة Xbox Live، وفي عام 2014 أعلنت مايكروسوفت أنه يمكن للمستخدمين استخدام تطبيقات مثل YouTube وغيرها من البرامج مجانًا دون الحاجة إلى اشتراك شهري في خدمة Live Gold. 
في 1 يونيو 2017، أطلقت مايكروسوفت خدمة Xbox Game Pass، وهي خدمة تمنح المستخدمين إمكانية الوصول إلى مئات الألعاب مقابل اشتراك شهري. وفي أبريل 2019، تم دمج اشتراك Xbox Live Gold مع اشتراك Game Pass في باقة واحدة تحت اسم Xbox Game Pass Ultimate.
أيضًا في عام 2019، أصبح بإمكان مالكي أجهزة Xbox اللعب مع مستخدمي الأجهزة الأخرى مثل Nintendo Switch بفضل دعم اللعب المشترك بين المنصات.
وصل عدد أعضاء Xbox Live في يناير 2021 إلى 100 مليون مستخدم. وفي نفس العام، أصبح من الممكن لعب الألعاب المجانية (Free-to-Play) عبر الإنترنت دون الحاجة إلى اشتراك في خدمة Live Gold، مما وفّر تجربة لعب جماعي مجانية لهذه الفئة من الألعاب.

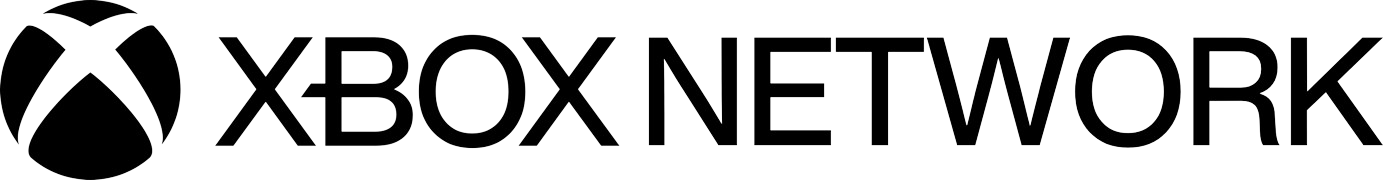
الشعار الحالي للخدمة

### اكس بوكس نيتورك على اكس بوكس سيريس اكس و اس
مع إصدار جهازي Xbox Series X وXbox Series S في أواخر عام 2020، ركزت مايكروسوفت بشكل أكبر على تطوير خدماتها الرقمية، مثل Xbox Game Pass وxCloud.
خدمة xCloud تتيح للمستخدمين لعب الألعاب مباشرة عبر البث السحابي دون الحاجة إلى تحميلها على الجهاز. كما وفرت إمكانية تشغيل الألعاب على الهواتف الذكية أو أي جهاز آخر دون الحاجة لامتلاك جهاز Xbox، مما سهّل الوصول إلى الألعاب من أي مكان.
ايضا قامت مايكروسوفت بتغيير اسم خدمة Xbox Live إلى Xbox Network ومنذ يناير 2023 اصبح عدد اعضاء الخدمة 120 مليون مستخدم حول العالم .

## تعطل الشبكة
حصل تعطل في الشبكة  خلال أواخر ديسمبر 2007 وأوائل يناير 2008 
وايضا حصل في 25 ديسمبر 2014، تعرضت كل من شبكتي PlayStation Network وXbox Live إلى تعطل كبير نتيجة هجوم رفض الخدمة هجوم (DDoS).
تمت استعادة وظائف الشبكتين في 28 ديسمبر 2014، إلا أن بعض المستخدمين واجهوا صعوبات في الوصول إلى الخدمات خلال الأيام التي تلت ذلك.
ايضا في 2 تموز عام 2024 حصل عطل في شبكة اشتكى العديد من لاعبي منصة Xbox حول العالم من تعطل خدمة Xbox Live، مما أثر على إمكانية لعب الألعاب عبر الإنترنت أو تنزيل الألعاب أو استخدام خدمات أخرى.
واجه المستخدمون رسالة خطأ متكررة تظهر بالشكل التالي: "خطأ 0x87DD0033"، مما أثار استياء اللاعبين وأدى إلى انقطاع تجربة اللعب لفترة مؤقتة.

## الإيرادات
وفقًا لتقديرات بلومبرج، يُعتقد أن شبكة Xbox قد حققت إيرادات تجاوزت مليار دولار أمريكي خلال السنة المالية 2010، التي انتهت في 30 يونيو 2010.

## وصلات خارجية
- الموقع الرسمي
- قائمة مواقع إكس بوكس لايف في البلدان المختلفة، ومنها الدول العربية